# Beer (Bibel)
Beʾer (hebräisch בְּאֵר bɘʾēr, deutsch ‚Brunnen, Zisterne‘) wird im Tanach (bzw. dem christlichen Alten Testament) an zwei Stellen als eigenständiger Ortsname erwähnt. Darüber hinaus findet sich Beʾer in verschiedenen zusammengesetzten Ortsnamen, die sich jeweils auf einen Brunnen beziehen.
In Num 21,16  ist Beʾer eine Station im Transjordanland auf der Wüstenwanderung des Volkes Israel. Vers 18 macht die ergänzende Angabe, dass der Ort in der Wüste liegt. Die genaue Lage des Ortes ist unbekannt.
In Ri 9,21  wird Beʾer als der Ort benannt, an den sich Abimelechs kleiner Bruder Jotam flüchtete, nachdem jener seine 70 anderen Brüder hatte umbringen lassen (siehe auch Gideon). Auch hier ist die Lage des Ortes nicht sicher bekannt, womöglich handelt es sich jedoch um das moderne Al-Bireh.